# Taymour Bakhtiar

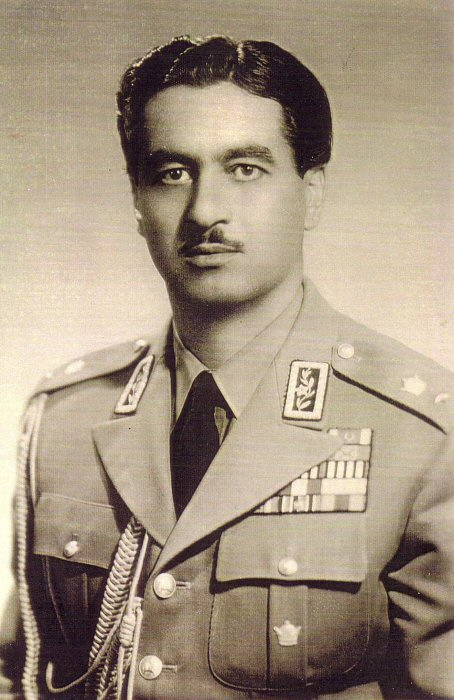
Taymour Bakhtiar

Taymour Bakhtiar (Farsi: تیمور بختیار) (1914 – 12 augustus 1970) was een Perzisch (Iraans) militair.
Bakhtiar was tussen 1956 en 1961 hoofd van de Perzische veiligheidsdienst (SAVAK). Hij viel in ongenade en moest in 1962 het land verlaten. In september 1969 werd hij bij verstek ter dood veroordeeld; er werd gevreesd dat hij van plan was het regime van de sjah omver te werpen. Het kwam tot een diplomatiek incident met Libanon toen dat land weigerde Bakhtiar uit te leveren. Hij werd in 1970 in Irak vermoord, naar vermeend door agenten van SAVAK.